# Cercopis guttata
Cercopis guttata är en insektsart som beskrevs av Gmelin 1789. Cercopis guttata ingår i släktet Cercopis och familjen spottstritar. Inga underarter finns listade i Catalogue of Life.